# Nomes e voces
Nomes e voces (Nombres y voces) es un proyecto de investigación histórica en colaboración realizado a través de la Universidad de Santiago de Compostela a partir del 2006 (Año de la memoria) que activamente intenta recuperar y reunir en la red los nombres, registros y relatos personales de miles de personas represaliadas durante la Guerra Civil y el franquismo. A partir del 2012, el proyecto ha logrado reunir 14,000 registros en su página red y realizar casi 500 entrevistas con protagonistas o descendientes, a partir de la revisión de más de 2.500 procesos militares y 300 registros civiles.

## Historia
El proyecto se realiza a partir de un convenio entre la Junta de Galicia y la Universidad de Santiago de Compostela bajo la dirección de Lourenzo Fernández Prieto y con la activa colaboración de sus coordinadores, Emilio Grandío, Xosé Manoel Núñez, Julio Prada, María Jesús Souto, Dionisio Pereira, e investigadores, Andrés Domínguez Almansa, Gustavo Hervella García, Chus Martínez, y Xurxo Pantaleón. Desde la metodología de la historia social, el grupo de investigación procura que esta recopilación masiva de datos e historias, a la vez que su disposición al público pueda servir a futuros investigadores interesados en los temas abarcados, y en concreto, la recuperación de los llamados "lugares de memoria oculta."